# 卡尔加里市旗
卡尔加里市旗是加拿大城市卡尔加里使用的官方旗帜，它使用红白双色，最明显的标志是用一顶牛仔帽的图案修饰卡尔加里英文名的首字母“C”，在字母“C”的缺口处有象征加拿大的枫叶图案。
该旗帜于1983年面世，设计者分别为Gwin Clarke和阿尔伯塔省议会前议员伊冯娜·弗里茨。

## 用法

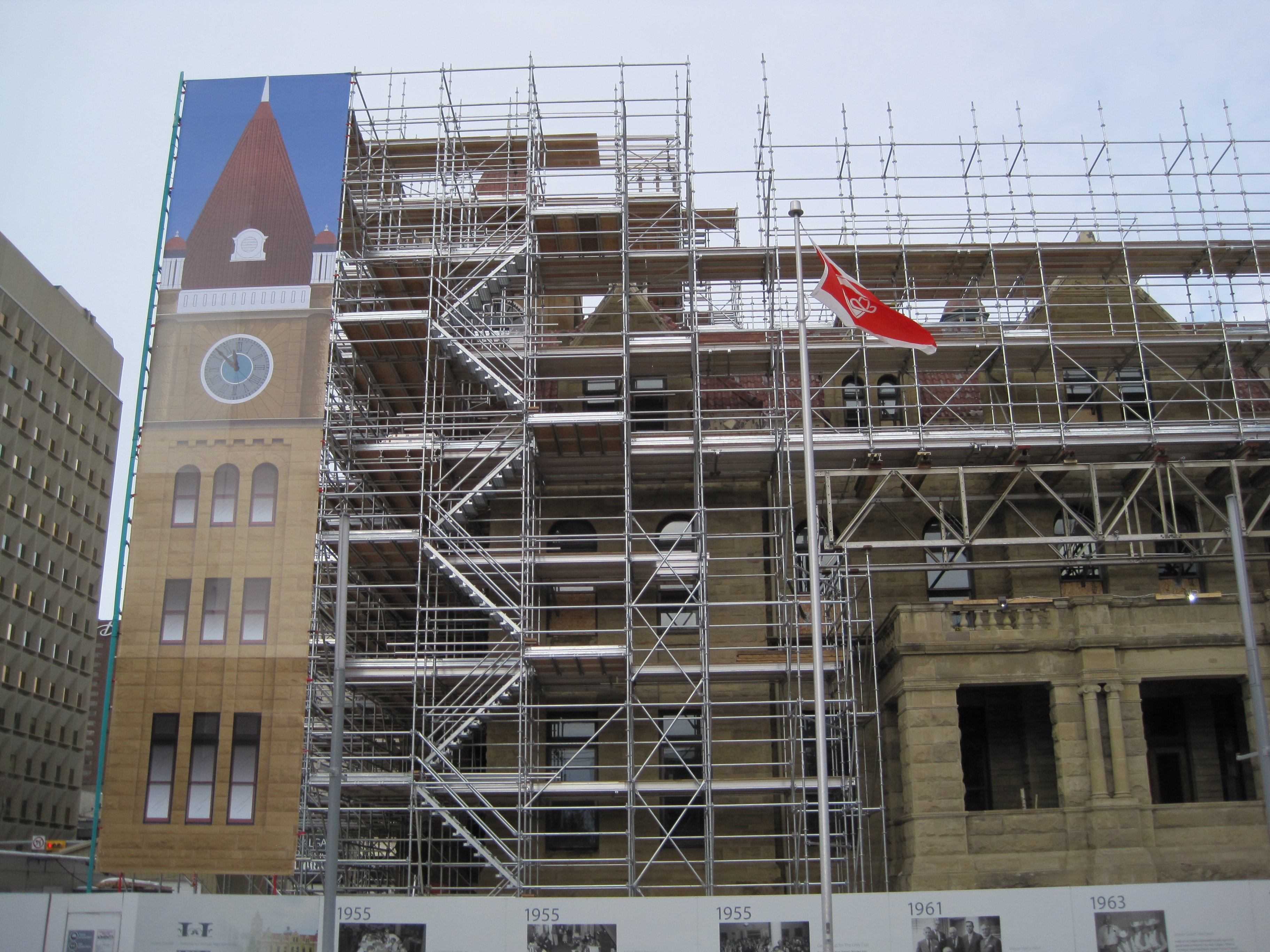
在卡尔加里市政厅飘扬的卡尔加里市旗

市旗须要在卡尔加里市政厅和卡尔加里市议会厅悬挂，当然在城市的任何一个角落都可以看到飘扬的卡尔加里市旗。